# Pseudothecadactylus
Pseudothecadactylus – rodzaj jaszczurek z rodziny Diplodactylidae.

## Zasięg występowania
Rodzaj obejmuje gatunki występujące w Australii. 

## Systematyka
Rodzaj zdefiniował w 1934 roku holenderski zoolog Leo Daniël Brongersma w artykule poświęconym herpetologii Indo-Australii opublikowanym w czasopiśmie Zoologische Mededelingen. Gatunkiem typowym jest (oryginalne oznaczenie) Pseudothecadactylus australis. Jednak nazwa – Torresia – którą Brongersma nadał nowemu taksonowi, okazała się młodszym homonimem rodzaju ryb opisanego w 1876 roku, dlatego Brongersma w 1936 roku nadał rodzajowi gadów nową nazwę – Pseudothecadactylus.

### Etymologia
- Torresia: Cieśnina Torresa, od miejsca gdzie znaleziono holotyp[2].
- Pseudothecadactylus: gr. ψευδος pseudos ‘fałszywy’; rodzaj Thecadactylus Oken, 1817[1].

### Podział systematyczny
Do rodzaju należą następujące gatunki: 
- Pseudothecadactylus australis (Günther, 1877)
- Pseudothecadactylus cavaticus Cogger, 1975
- Pseudothecadactylus lindneri Cogger, 1975